# Pyrethrum atkinsonii
Pyrethrum atkinsonii là một loài thực vật có hoa trong họ Cúc. Loài này được (C.B.Clarke) Ling ex Ling & C.Shih miêu tả khoa học đầu tiên năm 1979.